# 荒野へ
『荒野へ』（こうやへ、Into the Wild）は、ジョン・クラカワーが1996年に発表したノンフィクション本である。本書はクラカワーが『アウトサイド』誌1993年1月号に掲載したクリス・マッカンドレスに関する9000語の記事「Death of an Innocent」を拡張したものである。本書は2007年にショーン・ペン監督により映画化され、エミール・ハーシュがマッカンドレスを演じた。本書は30言語に翻訳されて173版とフォーマットで出版され、世界的なベストセラーとなった。また高校や大学の読書カリキュラムとしても広く使われている。本書は多くの書評家から賞賛されており、2019年には『スレイト』誌によって過去四半世紀で最高のノンフィクション50作品の1つに挙げられた。

## 背景
クリストファー・ジョンソン・マッカンドレスはバージニア州アナンデール校外で育った。1990年5月にエモリー大学を優秀な成績で卒業したマッカンドレスは家族との連絡を絶ち、自身の大学資金2万4500ドルをオックスファムに寄付し、アメリカ合衆国西部を旅し始め、鉄砲水に遭った後は所有するダットサンB210を放棄した。
1992年にマッカンドレスはヒッチハイクでアラスカ州スタンピード・トレイルに向かった。そこで彼は、米を10ポンド（4500グラム）、22口径ライフル、数箱のライフル弾、カメラ、この地域の食用植物のフィールドガイド本『Tana'ina Plantlore』を含むわずかな読み物を携え、雪に覆われた道を進み始めた。彼はより丈夫な服や良質な物資を買い与えるという知人の申し出を断っていた。マッカンドレスは113日間生き延びた後、1992年8月18日の週頃に亡くなった。

## 内容
1992年9月6日、クリストファー・マッカンドレスの遺体が、アラスカ州スタンピード・トレイルの北緯63度52分06.23秒 西経149度46分09.49秒 / 北緯63.8683972度 西経149.7693028度座標: 北緯63度52分06.23秒 西経149度46分09.49秒 / 北緯63.8683972度 西経149.7693028度地点に放棄されていたバス内で発見された。それから1年後、作家のジョン・クラカワーが大学卒業からアラスカで死亡するまでの2年間のマッカンドレスの軌跡を辿った。マッカンドレスは旅の早い段階で本名を捨てており、W・H・デイヴィスにちなんで「アレグザンダー・スーパートランプ」（"Alexander Supertramp"）を名乗っていた。彼はサウスダコタ州カーセッジで過ごし、ウェイン・ウェスターバーグが所有する穀物倉庫で数ヶ月働いた後、1992年4月にアラスカ州に向かった。クラカワーは、マッカンドレスの極めて禁欲的な性格は、ヘンリー・デイヴィッド・ソローとマッカンドレスが気に入っていた作家のジャック・ロンドンの著作に影響を受けた可能性があると解釈している。クラカワーは、マッカンドレスの経験と動機と若い頃の自分のそれとの類似点を探り、アラスカ州のデヴィルズ・サムに登ろうとした自身の試みを詳述している。クラカワーはまた、エヴェレット・ルースやカール・マッカンなど、荒野で行方不明になった他の若者にも触れている。さらに彼はマッカンドレスの両親、妹のカリーン、友人たちの悲しみと困惑についても詳述している。

### マッカンドレスの死因
マッカンドレスはアラスカ州の荒野を約113日間生き延びており、食用の根菜や実を採集し、ヘラジカを含む様々な獲物を撃ち、日記をつけていた。彼は海岸までハイキングするつもりでいたが、夏の泥沼地帯はあまりにも険しいことを知ると、代わりに道路建設会社が放棄した廃キャンピングバスで暮らすことにした。7月に彼は出発を試みたが、雪解け水で荒れ狂うテクラニカ川によってルートが塞がれていることに気づいた。7月30日、マッカンドレスは日記に「ひどく弱っている。ポテトの種子のせいだ」と書いている。この記述に基づき、クラカワーはマッカンドレスが食用植物のヘディサルム・アルピヌム（野生のエスキモー・ポテトとして知られている）の根と思い込んで食べたという仮説を立てた。それは春は甘くて栄養価があるが、夏には硬くなりすぎて食用に適さなくなるのである。クラカワーはまず、エスキモー・ポテトの代わりにヘディサルム・マッケンジイかワイルド・スイートピーを食べたが、その種子には有毒なアルカロイド、おそらくスワインソニン（ロコウィードに含まれる有毒化学物質）かそれに類似するものが含まれていたと考えた。この毒は脱力感や協調運動障害などの神経症状に加え、体内の栄養代謝を阻害して飢餓を引き起こす作用がある。しかしながらクラカワーは後に、マッカンドレスは2つの植物を誤認しておらず、実際にはH・アルピヌムを食べていたと示唆した。クラカワーはH・アルピヌムの種子の検査を依頼し、その結果、正体不明の毒素が含まれていることが判明した。
クラカワーは、栄養状態の良い人間ならば体内に蓄えられたブドウ糖とアミノ酸によって毒を排出できるので、種子を食べても生き延びられたかもしれないと論じた。マッカンドレスは米、赤身肉、野生の植物を食べて過ごしており、死亡時の体脂肪率は10%未満であったため、クラカワーは彼が毒素を排出できなかった可能性が高いという仮説を立てた。しかしながら後に、バス周辺で採集できたエスキモー・ポテトをトーマス・クローセン博士がアラスカ大学フェアバンクス校の研究所で分析したところ、毒素は検出されなかった。クラカワーは後に仮説を修正し、リゾクトニア・レグミニコラという品種のカビがマッカンドレスの死を引き起こした可能性を示唆した。リゾクトニア・レグミニコラは家畜に消化不良をもたらすことで知られており、マッカンドレスの餓死を招いた可能性がある。クラカワーは、マッカンドレスがポテトの種子を入れていた袋が湿っていたためにカビが生えていたという仮説を立てた。もしもマッカンドレスがこのカビが生えた種子を食べていたならば発病した可能性があり、クラカワーはそのために彼が起き上がれなくなり、飢えに苦しんだのではないのかと考察した。このカビ仮説の根拠は、袋に入った種子が写っている写真である。その後種子の化学分析の結果、クラカワーは種子そのものに毒素があると考えた。
2015年3月、クラカワーはマッカンドレスが食べたヘディサルム・アルピヌムの種子の科学的分析を共著者として発表した。この報告書では、ヘディサルム・アルピヌムの種子からL-カナバニン（哺乳類に有毒な代謝拮抗物質）が検出され、「ヘディサルム・アルピヌムの種子の摂取がクリス・マッカンドレスの死につながった可能性が高い」と結論づけられた。

## 主なテーマ
本書は、いかにして社会に受け入れられ、そして自分自身を見出すことが社会の積極的な一員であることと時折衝突するという問題が扱われている。多くの批評家は、クリス・マッカンドレスが何らかの悟りを求めて旅をしたことに同意している。またマッカンドレスは、「その方が旅が楽しめる」ために、最小限の所有物のみで荒野の中を探索している。マッカンドレスの極端なリスクテイクは、最終的に彼を破滅に導くこととなった。
マッカンドレスは超絶主義と、「人生を革命的に変え、まったく新しい経験の領域に進む」必要性に影響されていた。

## 批判
本書は批評家から概ね賞賛されているものの、マッカンドレスの物語に関与した一部の人々や、アラスカの記者のクレイグ・メグドレッドのような一部の論客からはその正確さが疑問視されている。メグドレッドは、本書の疑問視されている事項を多数取り上げているが、そのほとんどがマッカンドレスの日記の詳細が極めて限られていることに起因している。彼は、クラカワーがマッカンドレスの体験の多くを推測または創作に違いないと結論づけている。クラカワーは自身の推測を事実として提示したとして批判され、また、本書で示されたいくつかの劇的な気象現象は気象記録によって否定されている。

## 翻案
2007年9月、ショーン・ペンが監督し、エミール・ハーシュがマッカンドレスを演じた映画版が公開された。
マッカンドレスの物語は、ロン・ラモッテのドキュメンタリー映画『The Call of the Wild』（2007年）でも取り上げられた。マッカンドレスの死因に関する研究でラモッテは、彼が野生のポテトの種子を食べて中毒死したのでなく、食料と獲物が尽きたことによる餓死したのだと結論づけている。
マッカンドレスの両親のビリーとウォルトが率いるクリストファー・ジョンソン・マッカンドレス記念財団は、家族や友人の編集と執筆協力を得て、『Back to the Wild:  The Photographs & Writings of Christopher McCandless』（2010年）という書籍とDVDを発表した。この資料には、今まで未公開であったマッカンドレスの数百枚の写真や日記が含まれた。クラカワーはこの本に序文を寄稿しており、また、ペンの映画にも出演したハル・ホルブルックがDVDのナレーションを務めた。

## バスの移転と展示
マッカンドレスの遺体が発見された廃バスは本書により注目を浴び、観光名所となった。バスのためにアラスカ州の荒野を訪れた観光客がたびたび危険にさらされたため、2020年6月18日に撤去された。バスはアラスカ州兵によって非公開の場所に空輸、移送され、その後、2020年9月4日、フェアバンクスのアラスカ大学北方博物館に常設展示されることが発表された。

## 日本語版
- ジョン・クラカワー 著、佐宗鈴夫 訳『荒野へ』集英社、1997年4月28日。ISBN 978-4087732665。
- ジョン・クラカワー 著、佐宗鈴夫 訳『荒野へ』集英社 (集英社文庫)、2007年3月20日。ISBN 978-4087605242。